# Gentiana microphyta
Gentiana microphyta är en gentianaväxtart som beskrevs av Adrien René Franchet och William Botting Hemsley. Gentiana microphyta ingår i släktet gentianor, och familjen gentianaväxter. Inga underarter finns listade i Catalogue of Life.